# Zotz!
Pour plus de détails, voir Fiche technique et Distribution.
Zotz! est une comédie de fantasy américaine réalisée et produite par William Castle et sortie en 1962.

## Synopsis
Le Pr Jonathan Jones est un brillant mais un peu excentrique spécialiste des langues anciennes orientales. Il entre en possession d'une ancienne amulette aux pouvoirs étonnants : en la pointant vers un être vivant tout en prononçant le mot « Zotz », elle provoque soit un total changement de comportement sur cet être, soit une immense douleur, soit un ralentissement du temps...

## Fiche technique
- Titre : Zotz!
- Titre original : Zotz!
- Réalisation : William Castle
- Scénario : Ray Russell (en), d'après le livre de Walter Karig (en)
- Musique : Bernard Green
- Directeur de la photographie : Gordon Avil
- Montage : Edwin H. Bryant
- Direction artistique : Robert Peterson (en)
- Décors : James Crowe
- Maquillage : Ben Lane, Joe DiBella
- Production : William Castle, Columbia Pictures
- Pays d'origine :  États-Unis
- Genre : Comédie fantastique
- Durée : 87 minutes
- Dates de sortie :
  - États-Unis : 3 octobre 1962
  - France : 21 décembre 1962 (sortie limitée)
  - Portugal : 14 janvier 1963
  - Mexique : 7 mars 1963
  - Danemark : 5 février 1964

## Distribution
- Tom Poston : Pr Jonathan Jones
- Julia Meade : Pr Virginia Fenster
- Jim Backus : Pr Kellgore
- Cecil Kellaway : Dean Updike
- Margaret Dumont : Persephone Updike
- Fred Clark : Général Bullivar
- James Millhollin (en) : Dr R.A. Kroner
- Mike Mazurki : Igor

Acteurs non crédités :
- William Castle : lui-même (narrateur du prologue)
- Albert Glasser : Nikita Khrouchtchev
- Jimmy Hawkins (en) : Jimmy Kellgore

## Récompenses et distinctions

### Nominations
- Saturn Award 2010 :
  - Saturn Award de la meilleure collection DVD (au sein du coffret The William Castle Collection)